# Limnephilus sierrata
Limnephilus sierrata är en nattsländeart som beskrevs av Donald G. Denning 1968. Limnephilus sierrata ingår i släktet Limnephilus och familjen husmasknattsländor. Inga underarter finns listade i Catalogue of Life.